# 盖塔诺·卡尼萨

卡尼萨三角：错觉轮廓的一个例子

盖塔诺·卡尼萨（希伯來語：‎，1913年8月18日—1993年3月13日）是一位犹太裔意大利心理学家，出生于奥匈帝国的的里雅斯特，知名于提出了一个错觉轮廓例子：卡尼萨三角。